# Witten
Witten è una città di 95 107 abitanti della Renania Settentrionale-Vestfalia, in Germania.
È il centro maggiore, ma non il capoluogo, del circondario dell'Ennepe-Ruhr.
Witten si fregia del titolo di "Grande città di circondario" (Große kreisangehörige Stadt).

## Geografia fisica
La città è situata all'interno della regione metropolitana Reno-Ruhr ed è posta a sud ed a metà strada circa fra le città di Bochum e Dortmund. A sud dell'abitato urbano scorre il fiume Ruhr.

## Storia
Witten fu fino al 1974 una città extracircondariale (kreisfreie Stadt), con targa WIT. L'anno successivo entrò a far parte del circondario dell'Ennepe-Ruhr di cui è il centro notevolmente più popoloso ma non il capoluogo.

### Evoluzione demografica

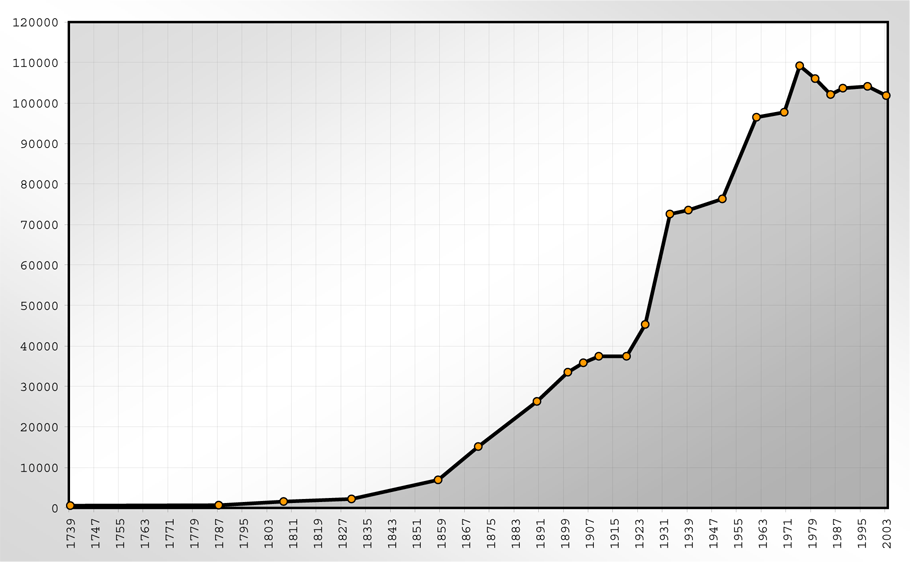
Andamento della popolazione di Witten dal 1739 al 2003

## Cultura
Witten è sede, dal 1982, dell'Università privata Witten/Herdecke. L'ateneo ha come suo focus principale la medicina, l'odontoiatria, la psicologia.

## Amministrazione

### Gemellaggi
Witten è gemellata con:
- Beauvais, dal 1975
- Mallnitz, dal 1979
- London Borough of Barking and Dagenham, dal 1979
- Lev Hasharon, dal 1979
- Wolfen, dal 1990
- Kursk, dal 1990
- Tczew, dal 1990
- San Carlos, dal 1990[senza fonte]